# Karyomukti
Karyomukti is een bestuurslaag in het regentschap Pekalongan van de provincie Midden-Java, Indonesië. Karyomukti telt 1913 inwoners (volkstelling 2010).